# Synagoge (Chlumec nad Cidlinou)
Koordinaten: 50° 9′ 15,6″ N, 15° 27′ 30,2″ O

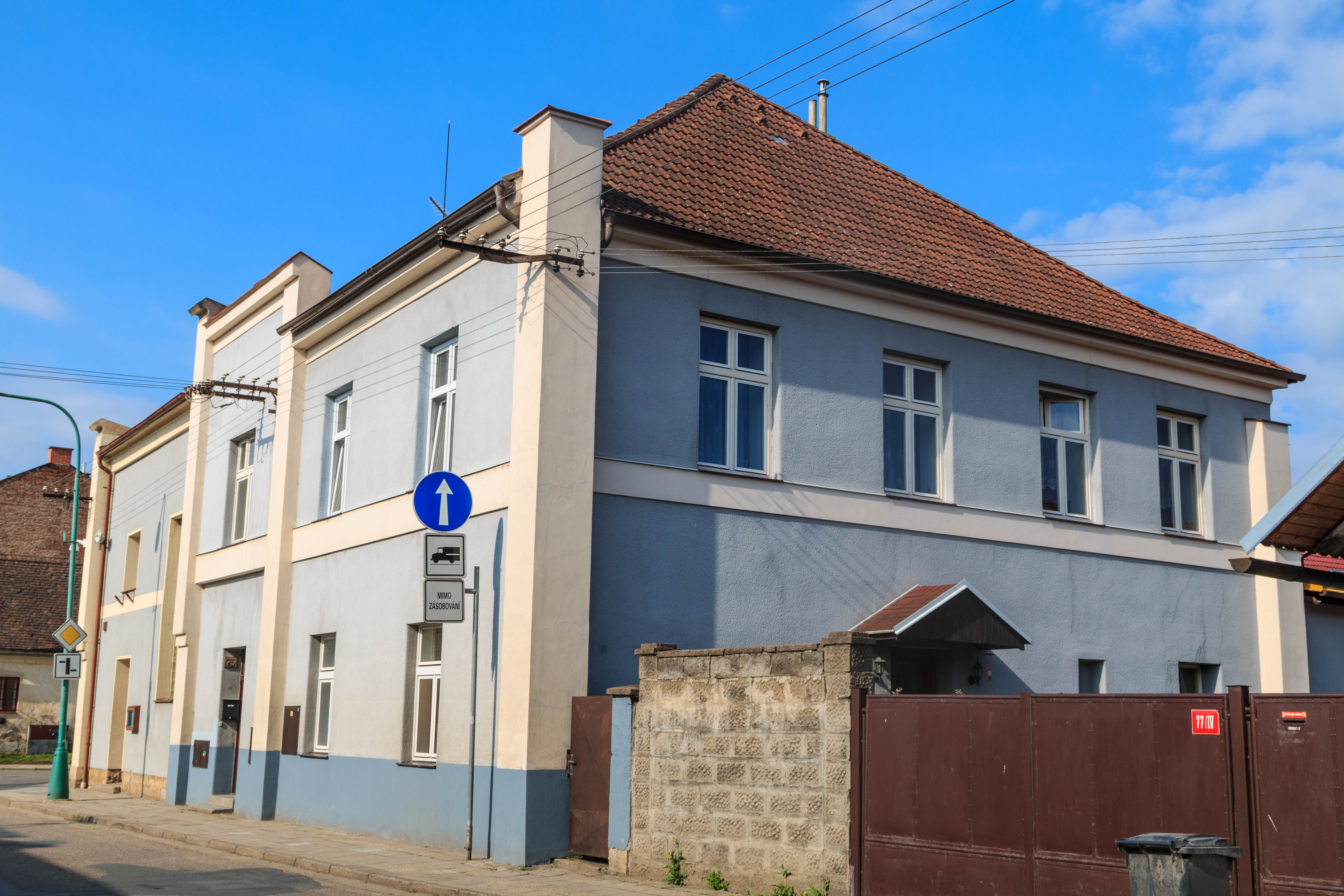
Synagoge in Chlumec nad Cidlinou

Die Synagoge in Chlumec nad Cidlinou (deutsch Chlumetz an der Cidlina), einer tschechischen Stadt in Nordostböhmen, wurde in den Jahren 1899 und 1900 errichtet.
Die profanierte Synagoge wurde nach dem Zweiten Weltkrieg zu einem Wohnhaus umgebaut.